# جالو
جالو واحة ومدينة ومعبر المركز الرئيسي لمنطقة الواحات في شرقي ليبيا. وآتى الأسم من كلمة جالية، وهي تقع عند ملتقي خطي طول وعرض (21-29) وأهم ما يميزها زائرين والناظرين وجود غابات النخيل الكثيفة الرابطة بين كثبان وهضاب الرمال للصحراء الليبية. وقد اشتهر سكانها بالتجارة ونقل البضائع من برقة وطرابلس الي (تشاد ومصر والسودان) وغيرها من الدول الأفريقية وهي واحة قديمة ذكرها الرحالة العرب والمستشرقين في العديد من المصادر التاريخية وتذكر المصادر التاريخية بأن أهالي واحة جالو هم أول من قام بتسيير القوافل التجارية عبر أطول مسار صحراوي من الساحل الليبي الي وسط وشرق أفريقيا حوالي منتصف القرن التاسع عشر وبداية القرن العشرين.

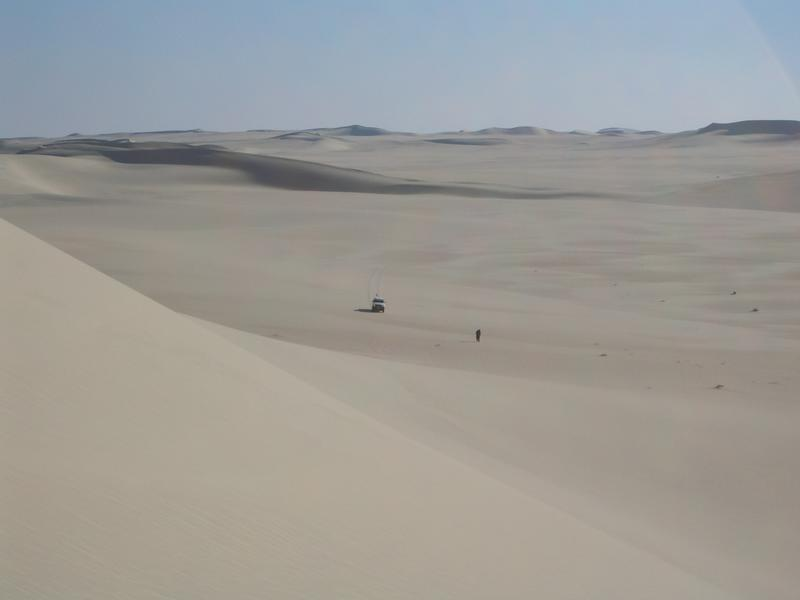
الصحراء

وقد أقاموا علاقات تجارية وثيقة وعلاقات نسب ومصاهرة، كما عقدوا المواثيق والمعاهدات مع بعض الشعوب والقبائل الأفريقية وحوض وادي النيل عبر ما يعرف بطريق (جالو الجغبوب) كما أنهم سيروا القوافل التجارية بدرب الاربعين الذي أوجدوه بخبرتهم كطريق مختصرة تربط الساحل الليبي بادغال أفريقيا. كما أسهمت منطقة جالو في حركة المقاومة ضد الاحتلال الإيطالي وقدمت العديد من الشهداء، وكانت لأبنائها ملحمة مع عمر المختار الذي كانت له بمنطقة اللبة حجرة سرية للتخطيط والتنظيم والإمداد وكانوا يحملون قوافل المجاهدين الواحدة تلو الاخري بالمؤن والعتاد الحربي. ومن أهم المعارك التي شهدتها منطقة جالو (معركة عين زقوط – معركة قارة السدار – معركة قارة أصويد).

## أعلام
- أبو بكر يونس

## مواقع ذات علاقة
- موقع واحة جالو (واحـ جالو ـة)
- موقع مدونة واحة جالو